# オーブリー・パウエル
オーブリー・パウエル（Aubrey Powell, 1946年9月23日 - ）は、イングランド出身のグラフィックデザイナー、アートディレクター、映像プロデューサー。アート集団ヒプノシスの元メンバー。

## 略歴
1946年9月23日、イングランドのサセックス州生まれ。あだ名は"Po"（ポー）。
ケンブリッジシャー州イーリーのキングズ・スクールを卒業した後、ロンドン・フィルム・スクールで技術を学ぶ。1965年頃からロンドンでテレビ番組などの美術デザイナーとして活動を始め、1968年に友人のストーム・トーガソンとデザイン・チーム「ヒプノシス」を結成する。
主に音楽アルバムのアートワークを主体とし、ピンク・フロイド、レッド・ツェッペリン、ポール・マッカートニーなどのビッグネームから、デビューしたての無名なアーティストまでの多数を手掛け、1970年代に活動の最盛を迎えた。しかし1980年代からミュージック・ビデオなどの映像分野が顕著になり、それに対応した映像会社「グリーンバック・フィルムズ」を設立するため、1983年にチームは解散する。しかし起業が後発であったのも影響して軌道に乗れず、会社は倒産した。

### ヒプノシス解散後
ソーガソンは以前のデザインワークに戻ったが、パウエルはそのまま映像関連の活動を継続し、ビデオや映画の制作に関わる仕事に就く。また、アルバム関連ではアートディレクターを主に務めた。
2013年のトーガソン亡き後、ピンク・フロイド関連の仕事を引き継ぎ、ラストアルバム『永遠/TOWA』のアートディレクターを担当した。

## アートワーク作品一覧

### アルバム
バッド・カンパニー
- 10 from 6（1985）
- Company of Strangers（1995）
- Stories Told & Untold（1996）

ディープ・パープル
- Nobody's Perfect（1988）

レッド・ツェッペリン
- リマスターズ（1990）

スコーピオンズ
- クレイジー・ワールド（1990）

ポール・マッカートニー
- オフ・ザ・グラウンド（1996）

The Law
- The Law（2002）

ロバート・プラント
- Sixty Six to Timbuktu（2003）

UB40
- Who You Fighting For?（2005）

ジューダス・プリースト
- エンジェル・オブ・レトリビューション（2005）

ピンク・フロイド
- 対/TSUI（2014）- DVD盤
- 永遠/TOWA（2014）

### ビデオ
ビッグ・カントリー
- Live（1984）
- Live At Barrowland 1983（2009）- DVD盤

バリー・ギブ
- Now Voyager（1984）

ザ・ファーム
- Five from the Firm（1986）

ザ・フー
- The Who Featuring Tommy（1989）
- Tommy Live With Special Guests（2005）

ジミー・ペイジ & ロバート・プラント
- No Quarter: Unledded（1995）

ザ・キュアー
- Galore - The Videos 1987 - 1997（1997）

マッドネス
- At Madstock（1998）
- Galore - The Videos 1987 - 1997（1997）

イエス
- マグニフィケイション（2001）- CD-ROM track
- Symphonic Live（2002）

ジューダス・プリースト
- Live In London（2002）
- ライヴ・アット・武道館（2005）

ナザレス
- Homecoming - Greatest Hits Live in Glasgow（2002）

TOTO
- 25th Anniversary - Live In Amsterdam（2003）

ジョン・メイオール & ブルースブレイカーズ And フレンズ
- 70th Birthday Concert（2003）

シャドウズ
- Platinum Collection（2006）

ゲイリー・ムーア
- One Night In Dublin - A Tribute To Phil Lynott（2006）

レインボー
- Live Between The Eyes / The Final Cut（2006）- DVD盤

ロバート・プラント
- Nine Lives（2006）

## 書籍
※日本の出版のみ記載
- 100ベストアルバムカヴァーズ （2001年11月22日、ミュージック・マガジン社）
- ヒプノシス・アーカイヴズ （2014年11月21日、河出書房新社）
- ヒプノシス全作品集（2018年3月19日、シンコーミュージック）
- ヒプノシス　ロック名盤デザイン秘話 （2022年10月28日、シンコーミュージック）

## 出演

### 映画
- Squaring the Circle (The Story of Hipgnosis)  （2023年6月米国公開、アントン・コービン監督）